# Leffinge
Leffinge, ou encore Leffinghem est une section de la commune belge de Middelkerke située en Région flamande dans la province de Flandre-Occidentale. C'était une commune à part entière avant la fusion des communes de 1977.
Le village est situé à environ quatre kilomètres d'Ostende et trois kilomètres de Middelkerke.

## Histoire

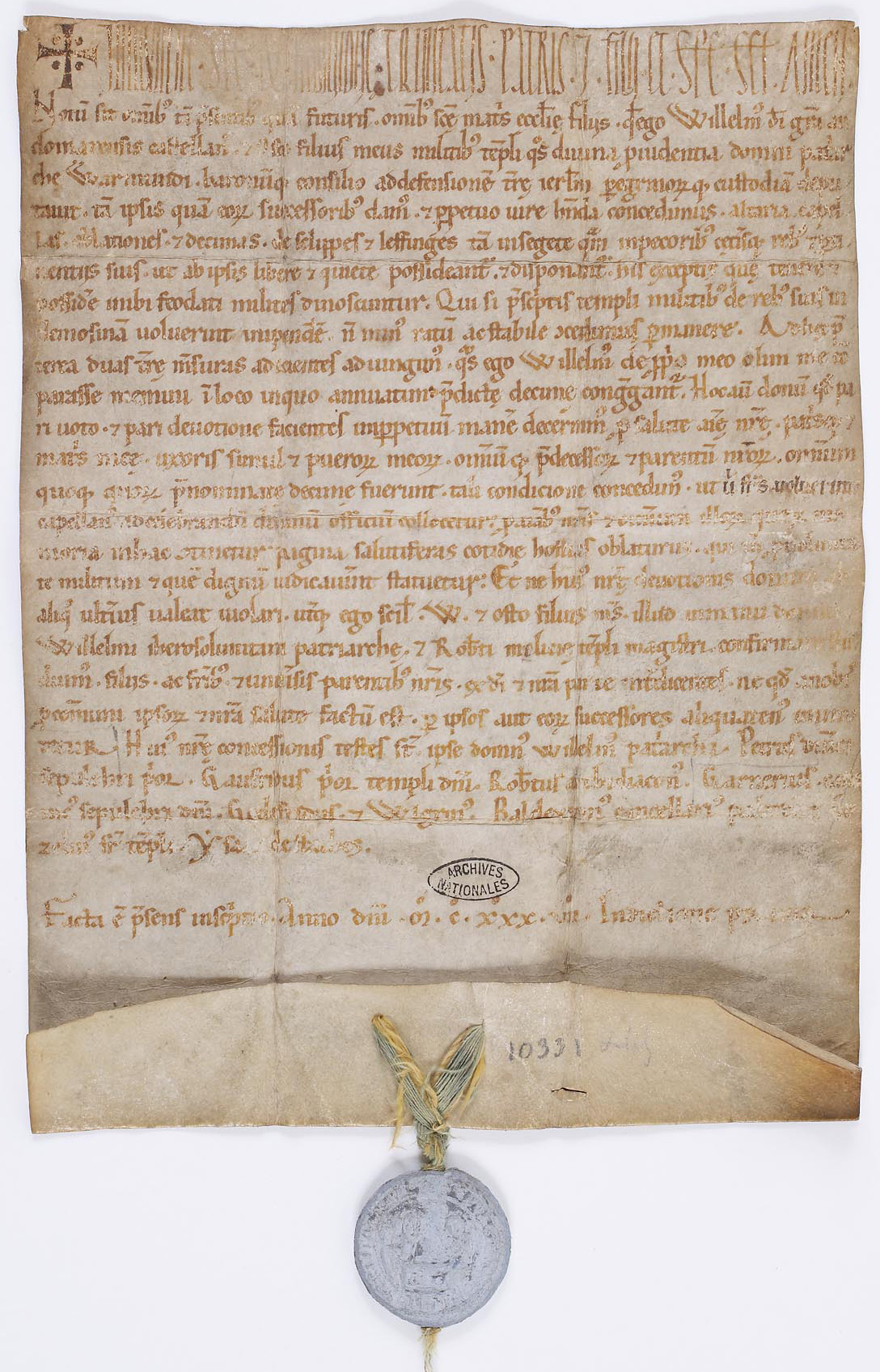
Guillaume, châtelain de Saint-Omer, et son fils Oston, renouvellent entre les mains du patriarche de Jérusalem la donation des églises de Slype et Leffinge faite aux chevaliers du Temple. Jérusalem, 1137. Archives nationales de France.

## Démographie

### Évolution démographique
- Sources : INS, Rem. : 1831 jusqu'en 1970 = recensements, 1976 = nombre d'habitants au 31 décembre[2].